# Turbera elevada

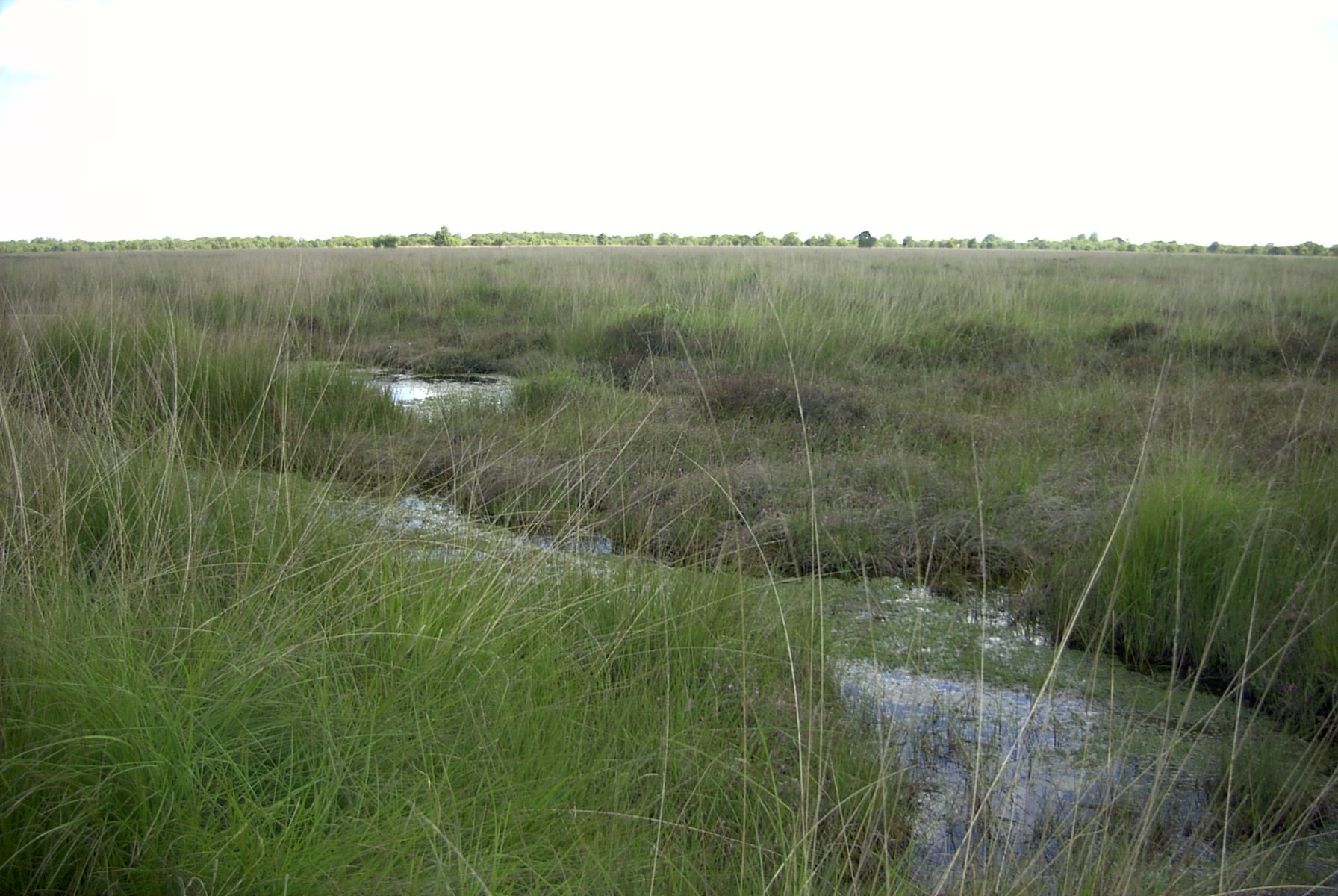
Reserva de Naturaleza de Ewiges Meer, elemento de turbera elevada de los restos de una turbera en Frisia Oriental.

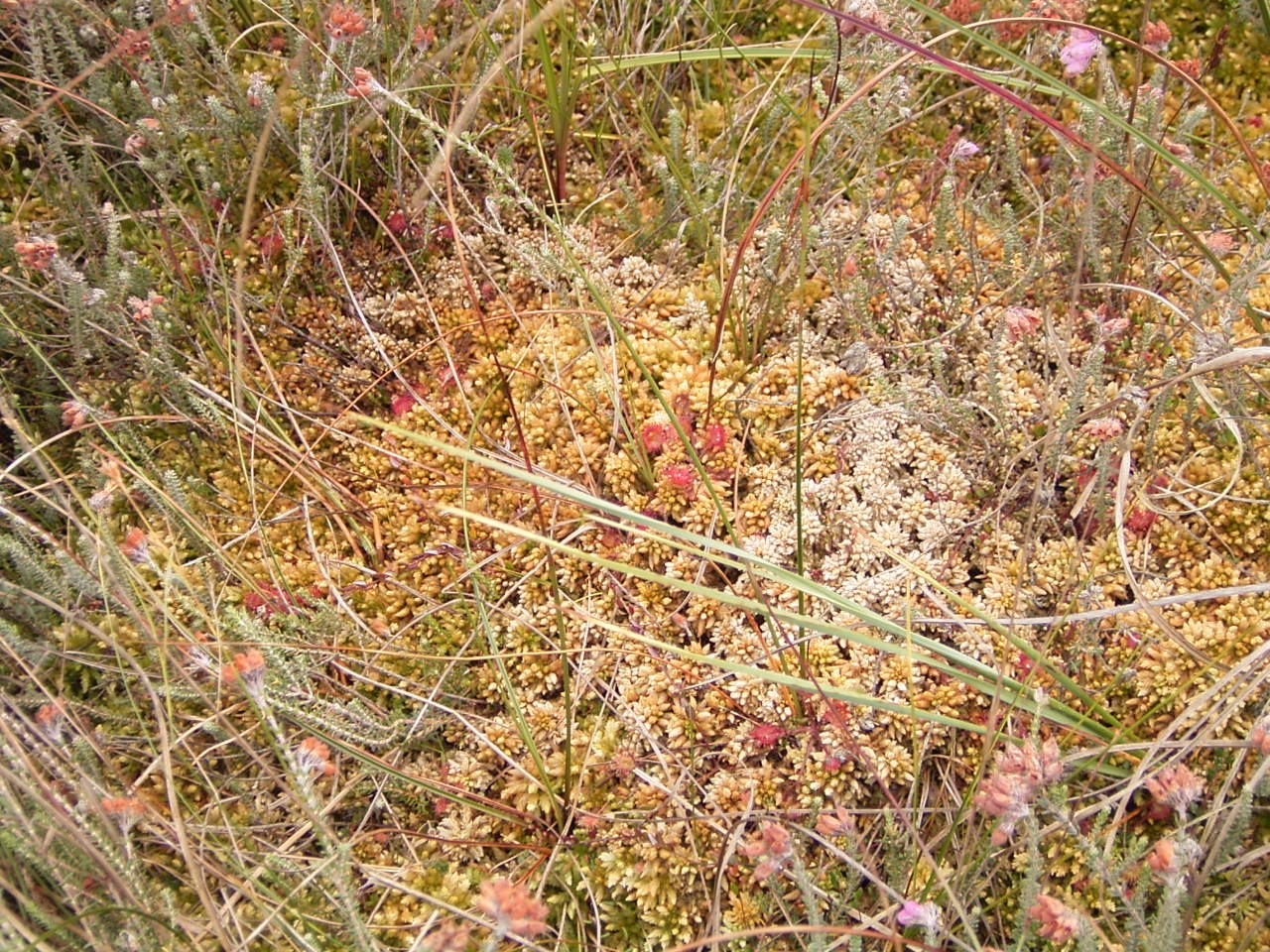
Manto flotante de musgo de turba sobre un kolk de una turbera elevada.

Las turberas elevadas, también llamadas pantanos ombrotróficos, son hábitats ácidos y húmedos que son pobres en sales minerales y albergan una flora y fauna que pueden hacer frente a condiciones tan extremas. Las turberas elevadas, a diferencia de los pantanos, se alimentan exclusivamente de la precipitación (ombrotrofia) y de las sales minerales introducidas desde el aire. Por lo tanto, representan un tipo especial de turbera, hidrológica, ecológicamente y en términos de su historia de desarrollo, en la que el crecimiento de las turberas durante siglos o milenios juega un papel decisivo. También difieren en carácter de los pantanos de mantas que son mucho más delgadas y se encuentran en zonas climáticas más húmedas y nubladas.
Las turberas elevadas están muy amenazadas por el corte de turba y la contaminación por sales minerales de las tierras circundantes (debido a la agricultura y la industria). Las últimas grandes regiones de turberas elevadas se encuentran en el oeste de Siberia y Canadá.

## Terminología
El término turbera elevada se deriva del hecho de que este tipo de turbera aumenta en altura con el tiempo como resultado de la formación de turba. Son como esponjas de turba, llenas de agua, que forman una forma más o menos de cúpula en el paisaje. En Alemania, el término Hochmoor ("turbera alta"), se refiere estrictamente solo a las turberas clásicas con forma de lente del noroeste de Alemania. Las turberas no están influenciadas por aguas subterráneas o superficiales ricas en minerales, sino que se alimentan exclusivamente de precipitaciones, principalmente agua de lluvia, de ahí su denominación alternativa alemana de Regenmoor o "turbera de secano". Por lo tanto, este último se refiere a todas las turberas, no solo a las que son arqueadas o ligeramente arqueadas, pero que, sin embargo, se caracterizan por una deficiencia extrema de sales minerales y otras propiedades ecológicas resultantes.

## Formación y desarrollo

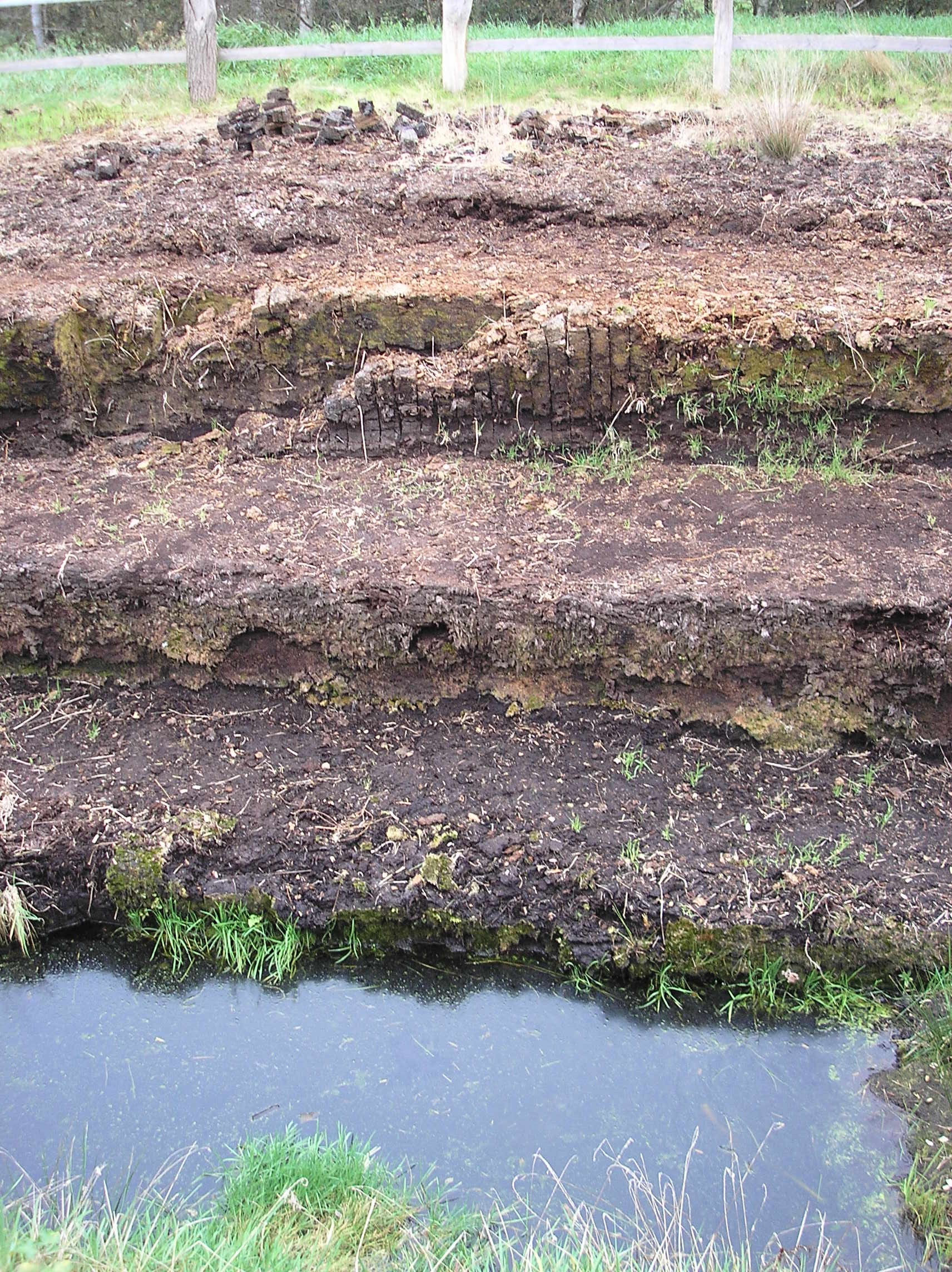
Capas de una turbera elevada: restos de plantas, turba blanca y turba negra (desde la parte superior)

Una turbera elevada viva necesita un clima húmedo y equilibrado en el que crecer. La cantidad de precipitación debe ser mayor que las pérdidas de agua por descarga y evaporación. Además, la precipitación debe distribuirse uniformemente a lo largo del año.
Las turberas elevadas en Europa se han estado desarrollando durante unos 11.000 años, desde el comienzo del Holoceno y después de la retirada de la última capa de hielo. En lo que respecta a sus orígenes, se hace una distinción entre turberas lacustres o "turberas elevadas formadas por sedimentos" (Verlandungshochmoore) y "turberas elevadas formadas por lodos " (wurzelechte Hochmoore). La primera surgió en un proceso secundario después de la sedimentación de lagos o meandros (ver ilustración a la derecha en la secuencia). Al principio, las turberas emergieron bajo la influencia de las aguas subterráneas (minerotrofia). Deficiencias de oxígeno y alta la acidez en el sustrato constantemente húmedo inhibió la descomposición de las partes muertas de la planta y condujo a la formación de turba.
Por lo tanto, la turbera elevada se eleva muy lentamente sobre el agua subterránea.nivel, de ahí su nombre. A medida que la turba resultante se eleva lentamente por encima de la influencia de las sales minerales en el agua subterránea, llega a un punto en el que el desarrollo de la turbera elevada comienza a cambiar en la naturaleza; es decir, la turbera ahora se alimenta únicamente de agua de lluvia, que es baja en sal. Por el contrario, las turberas elevadas formadas por fango se crean directamente sobre el sustrato mineral de áreas bajas en sal sin que se hayan formado inicialmente como turberas (ver figura a la izquierda en la secuencia). Se forman como un pantano primario debido a la erosión de suelos minerales previamente secos, por ejemplo debido al desmonte, el cambio climático o la infiltración, o como un proceso secundario como resultado del crecimiento de un pantano elevado en el suelo mineral vecino. La formación de una turbera elevada típica es un proceso muy lento, que dura de siglos a mil años incluso en condiciones favorables, condiciones inalteradas. Además, hay una serie de turberas de transición e intermedias, que combinan de diferentes formas características tanto de las turberas elevadas como de las marismas.
Los principales constituyentes de la turba son las turberas desarraigadas que crecen lentamente en altura mientras que al mismo tiempo la capa inferior se convierte en turba a medida que se excluye el aire. Dependiendo de la ubicación geográfica, varias especies de turba están involucradas en la construcción de un pantano elevado. La tasa de crecimiento de la capa de turba es de solo un milímetro por año.

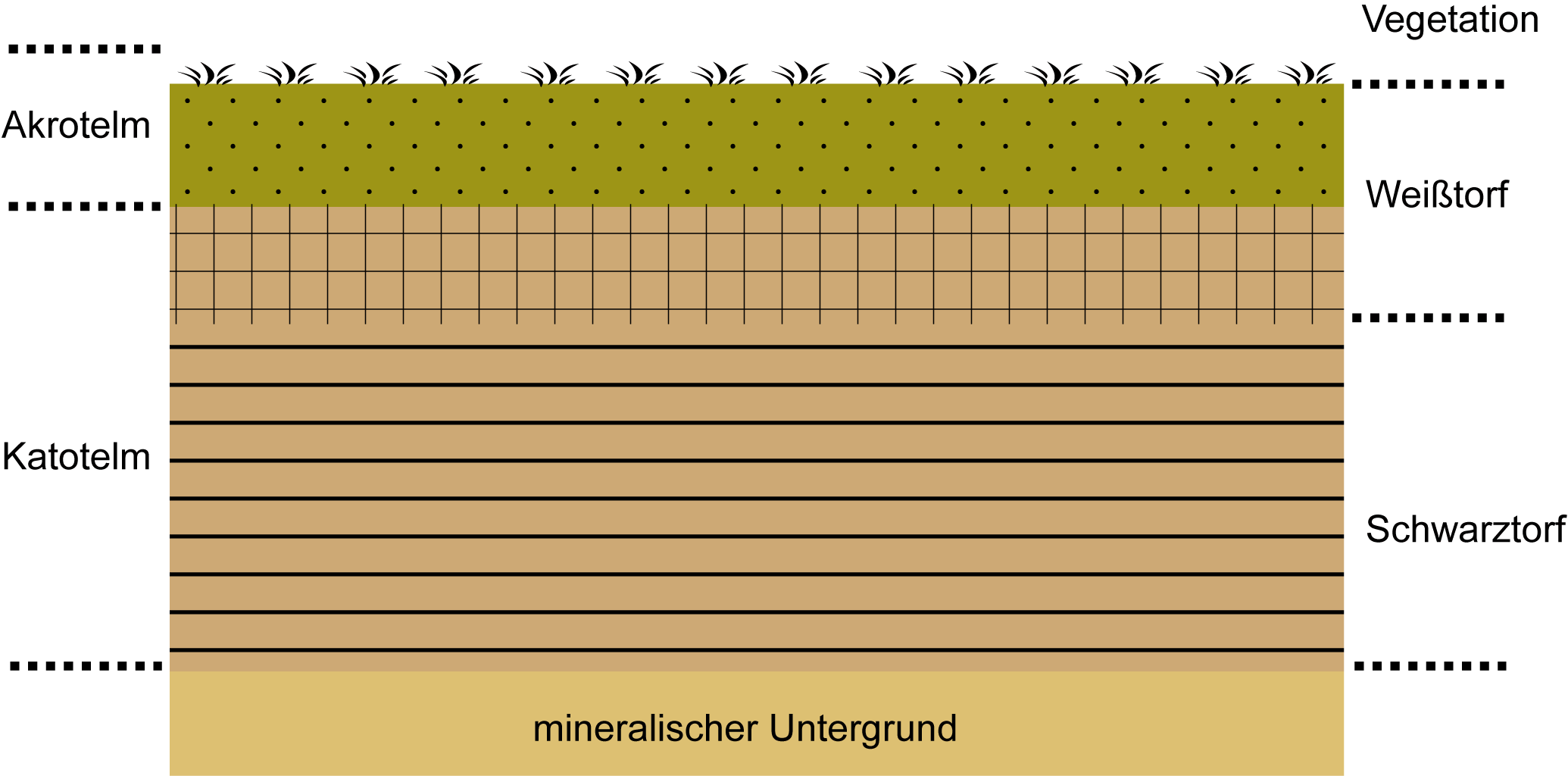
Estructura de una turbera en crecimiento

Los turberas en crecimiento se pueden dividir en dos capas. El 'acrotelm' (griego : akros = más alto; telma = pantano) es la parte superior e incluye la capa de vegetación y el 'piso' del pantano. Aquí se crean sustancias orgánicas frescas (horizonte de formación de turba) por el crecimiento y la muerte de elementos vegetales. El "catotelm" (griego: kato = abajo) es la parte subyacente saturada de agua con menos actividad biológica. Esta capa se cuenta como subsuelo geológico debido a los pequeños procesos de formación de tierra que aún están en curso y se conoce como horizonte de preservación de turba (Torferhaltungshorizont). En las turberas elevadas, la capa superior de turba se llama turba blanca, ya que consiste en gran parte de turba de color marrón claro sin descomponer. La capa inferior es de turba negra, que ya está bien humedecida y tiene un color marrón negruzco con restos vegetales aún reconocibles.

## Tipos y distribución
La formación de turberas elevadas depende del clima, es decir, la cantidad de precipitación y la velocidad de evaporación, que a su vez están determinadas de manera decisiva por la temperatura. Además, el relieve del terreno influye en el comportamiento de la descarga de agua y, por tanto, en la forma de una ciénaga elevada. Esto da lugar a limitaciones geográficas para la formación de turberas elevadas. Las condiciones favorables para el desarrollo de turberas elevadas se encuentran principalmente en América del Norte (Canadá y Alaska), Europa del Norte y Siberia Occidental, América del Sur, Sudeste de Asia y en la Cuenca del Amazonas. En estas regiones se han formado turberas de todo tipo y depósitos de turba de cuatro millones de kilómetros cuadrados, que cubren el tres por ciento de la superficie terrestre. En el hemisferio sur, raras veces se forman turberas ricas en minerales. Solo en Tierra del Fuego existen turberas elevadas con turba. Los países con más turberas de los trópicos se encuentran en el sudeste asiático. En muchos casos, todavía no está claro cómo han surgido estos pantanos, ya que los musgos están completamente ausentes aquí.

### Turberas costeras
Las turberas costeras (Planregenmoore) o las turberas atlánticas, como sugieren sus nombres, tienden a formarse cerca del mar. Además, en las regiones cubiertas por turberas, también hay turberas costeras ligeramente convexas con relieve superficial de baja energía en ubicaciones niveladas. La distribución de las turberas costeras en Europa se extiende desde Irlanda hacia el este a través del sur de Noruega hasta el suroeste de Suecia y al norte hasta las Lofoten. En América del Norte hay pantanos costeros en la zona de los Grandes Lagos (especialmente en Minnesota y Ontario). Las turberas costeras también se alimentan exclusivamente de la lluvia.

### Turberas de meseta
En las regiones climáticas del noroeste de Europa con menor influencia oceánica (menor precipitación), las turberas elevadas adoptan la forma clásica de lente y se denominan pantanos de meseta o pantanos elevados de meseta (Plateauregenmoore). Crecen con más fuerza en el centro que en los márgenes. Esto da como resultado que el centro de la turbera se abulte, de ahí el nombre "turbera elevada". Este abultamiento puede tener varios metros de altura. Como resultado, el perímetro de la ciénaga está más o menos inclinado y se conoce como rand. Los lados de las turberas inclinados más grandes son atravesados por canales de drenaje o baños (Rüllen) a través de los cuales se descarga el exceso de agua.
Otras estructuras características de estas turberas elevadas son el núcleo de turbera elevada plano, sin árboles, con su característico microrelieve de depresiones húmedas poco profundas o flarks (Schlenken) que se alternan con montículos (Bülten) de turba más seca. Las acumulaciones más grandes de agua en el medio de las turberas se denominan kolks o estanques de pantanos (de agua rica en ácido húmico); el área húmeda en los márgenes exteriores se conoce como foso o rezago.
Las turberas ombrotróficas genuinas en la llanura del norte de Alemania generalmente se dividen bruscamente en dos capas: una capa de turba negra subyacente, que está fuertemente descompuesta, y una capa de turba blanca superpuesta que está menos descompuesta. Esta diferencia es el resultado de cambios en la hidrología del pantano. La turba blanca creció más rápidamente en condiciones de humedad que la turba negra. Esto se atribuye a un cambio climático con alta precipitación y baja evaporación alrededor de 1000 a 500 a. C. Como resultado, el crecimiento de la turba creció localmente y se formó la capa límite de turba negra / turba blanca, aunque esto no se desarrolló simultáneamente en todas las turberas elevadas.

### Turberas de montaña o tierras altas
Los turberas elevadas también se encuentran en regiones de tierras altas ricas en precipitaciones en los niveles montanos y, más raramente, alpinos (es decir, por encima de la línea de árboles). Como resultado del terreno inclinado, a menudo tienen un aspecto característico, asimétrico o no concéntrico. Las turberas montañosas o de tierras altas pueden dividirse topográficamente en:
- Turberas de meseta en terreno llano
- Turberas de ladera: turberas en laderas que no son auténticas turberas que se filtran (Durchströmungsmoore); las partes superiores de la turbera son alimentadas con mayor fuerza por el agua entrante y suelen ser planas. Las partes inferiores se alimentan exclusivamente de agua de lluvia y pueden tener un espesor considerable. El rand inferior suele ser muy empinado y no suele haber una zona húmeda o rezagada típica (ver arriba). Los kolks, los estanques poco profundos (Blänken) y los baños se producen como en las turberas elevadas clásicas.
- Las turberas de silla de montar: generalmente las turberas alargadas en los pasos de montaña, que son alimentadas en parte por el agua de las laderas de los flancos, son raros; sus márgenes se asemejan a las turberas de las laderas, el área central se parece más a una turbera de meseta
- Las turberas de cumbre y cresta - muy raras

Todos estos tipos de turberas pueden ocurrir en los márgenes de las turberas de las tierras bajas, es decir, turberas, o pasar a ellos.

### Turberas de Kermi
Los pantanos de kermi (Kermimoore, Schildhochmoore, Strangmoore o Blankenmoore) o los pantanos elevados de kermi tienen solo una forma ligeramente abovedada. La superficie del pantano se eleva constantemente desde la amplia zona de retraso. Kermis tiene montículos de turba con forma de cresta, que están alineados con los contornos de la ciénaga. Las flarks o depresiones alargadas generalmente tienen forma de tina y apenas se distinguen externamente de los kolks. En la zona central de estos pantanos, siempre hay grandes kolks. En el norte de Rusia y el oeste de Sibiria, las kermis ocurren con frecuencia en complejos gigantes donde los pantanos se han convertido entre sí. Kermis también se encuentran en Finlandia en el centro y nortezona de bosque boreal.

### Ciénagas de cuerdas
Los pantanos de cuerdas o pantanos de aapa (Aapamoore o Strangmoore) se encuentran típicamente en la franja norte del área de distribución de los pantanos elevados, en la zona subpolar, al norte de la latitud 66 en el hemisferio norte. Aquí, los pantanos elevados solo se encuentran como islas dentro de los humedales abastecidos por agua del suelo mineral. En terreno llano, estas islas están distribuidas irregularmente; en las laderas forman crestas paralelas a los contornos y en ángulo recto con la línea de pendiente. Las crestas separan huecos pantanosos de suelo mineral conocido por la palabra finlandesa rimpis. El área de distribución principal de los pantanos de cuerdas son las colinas escandinavas, el centro de Finlandia, Kareliay el norte de Siberia. En América del Norte, Alaska es la ubicación principal de los pantanos de cuerdas, gracias a su clima continental frío. La acción de las heladas juega un papel importante en estos pantanos. En las crestas o montículos, se encuentra hielo molido hasta principios del verano.

### Palsas
Las turberas de Palsa ( Palsamoore o Palsenmoore) se encuentran en los márgenes de los suelos de permafrost ártico (tundra). Aquí, las crestas de las turberas de cuerdas pueden convertirse en montículos de varios metros de altura. Al igual que las turberas, las llamadas palsas se encuentran con frecuencia dentro de turberas alimentadas por agua mineral del suelo. Algunos están rodeados de huecos llenos de agua, parecidos a zanjas. La formación de turba es limitada; Estos pantanos son depósitos de turba de períodos interglaciares más cálidos y no experimentaron el levantamiento de su núcleo interno de hielo hasta que el clima se volvió más frío. Estas lentes de hielo aumentan de tamaño de un año a otro como resultado de la congelación-descongelación.procesos del agua circundante. Las bajas temperaturas evitan la descomposición total de la materia orgánica.

### Turberas poligonales

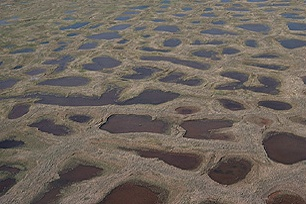
Una turbera poligonal formada por estanques planos con la característica estructura poligonal.

Las turberas poligonales (Polygonmoore) están muy extendidas en las llanuras árticas y subárticas de Siberia y América del Norte y cubren vastas áreas. Están asociadas con turberas estampadas y cuñas de hielo. Una capa escasa de vegetación formadora de turba puede ocurrir en las áreas internas en forma de panal de este terreno con patrón de escarcha (crioturbación) y se alimenta durante los veranos cortos con suficiente humedad, porque los márgenes poligonales elevados evitan que el agua de deshielo se drene. Las capas de turba pueden alcanzar un espesor de 0,3 a 1 m.

## Distribución en el hemisferio norte

### Asia
El área de turberas elevadas de Siberia occidental cubre 700 000 km². Las grandes turberas tienen cúpulas en el centro de hasta 10 m de altura. Son predominantemente del tipo turbera kermi. Representan probablemente la turbera elevada más importante del mundo. La turbera Vasyugan en esta región, es el sistema de turberas más grande de la tierra y cubre más de 50 000 km². Se estima que contiene más de 14 mil millones de toneladas de depósitos de turba.

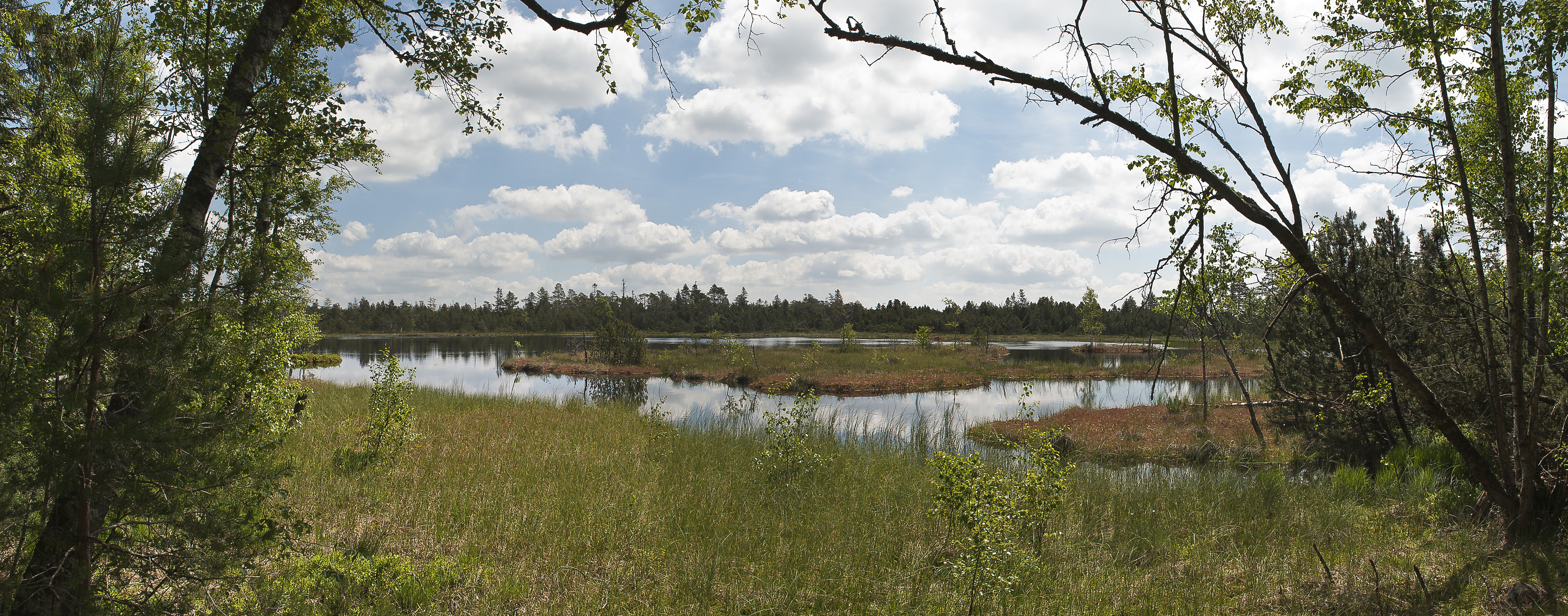
Una turbera elevada, la Wildsee, cerca de Bad Wildbad en la Selva Negra.

### Europa
Las áreas de las turberas elevadas de Europa central más grandes son la zona costera del sur del Mar del Norte y el antepaís alpino. Al igual que en América del Norte, hay una sucesión de tipos de pantanos elevados a lo largo de la línea de descenso hacia el océano, de noroeste a sureste. Como resultado del uso de turba, se han cosechado y cultivado turberas elevadas para turba, además de unos pocos remanentes (menos del 10 % del área original). La turbera elevada contigua más grande de Europa central fue la Bourtange Moor, que originalmente cubría un área de aproximadamente 2300 km², incluida la parte holandesa, pero solo quedan pequeñas secciones. La turbera elevada más grande que queda en el norte de Europa es Lille Vildmose de 76 km². Otras grandes turberas elevadas son los Teufelsmoor al noreste de Bremen, el Vehnemoor (agotado) y el Esterweger Dose (anteriormente unos 80 km², agotado) entre Oldenburg y Papenburg. Las turberas elevadas de las tierras altas centrales del Harz, Solling, el bosque de Turingia (Großer Beerberg, Schneekopf - Teufelsbad, Fichtenkopf, Saukopf), las montañas gigantes, las montañas minerales, Fichtel y Rhön (Black Moor, Red Moor) son, por el contrario, comparativamente pequeño. En la Selva Negra el Wildseemoor ha sido protegido y, en los Vosgos en le Tanet, al norte del Col de la Schlucht, se ha protegido una gran área. El Foreland alpino, que se formó por la glaciación de la edad de hielo, también es rico en turberas. El Wurzacher Ried (Haidgauer Regenmoorschild) se considera la turbera elevada más grande y mejor conservada de Europa central. Otras turberas y turberas elevadas incluyen Federsee, High Fens en la frontera germano-belga, Ewiges Meer cerca de Aurich y Lengener Meer cerca de Wiesmoor. En 2003, Estonia exportó 3,6 millones de m³ de turba para uso en jardines de Europa occidental, más del 60 % de la producción estatal. En Lituania, el 60 % de la superficie de turba utilizable se ha preparado para la extracción o ya está agotada.

#### Irlanda
Lough Lurgeen Bog y Glenamaddy Turlough Bog contienen muy buenos ejemplos de los hábitats del Anexo 1: pantano elevado activo, turlough (ambos hábitats prioritarios), pantano elevado degradado (capaz de regeneración) y vegetación de depresiones (rhynchosporion). Estos hábitats se consideran uno de los mejores ejemplos en Irlanda debido a su tamaño relativamente grande y los niveles generalmente bajos de perturbación. En el formulario Natura compilado para el sitio, la turbera elevada activa recibió una calificación de A (valor excelente) que enfatiza la importancia del sitio. Los hábitats de pantanos elevados son ahora muy raros en Europa y se ha estimado recientemente que la República de Irlanda contiene el 50 % de los sistemas de pantanos elevados oceánicos relativamente intactos en Europa.
El sitio contiene la segunda área más grande de superficie de turbera elevada intacta en Irlanda. La combinación de hábitats de turberas elevadas, lagos oligotróficos y turberas es única en Irlanda y, por lo tanto, todo el sistema es muy importante tanto desde una perspectiva hidrológica como ecológica.

### América del Norte
Una región de turberas se extiende desde Alaska en el oeste hasta la costa del Atlántico en el este, y es comparable en tamaño a la de Siberia occidental. Una zona de turberas elevadas abovedadas linda con las zonas de pantanos de palsa y pantanos de cuerdas. En la dirección de descenso hacia el océano, se encuentran pantanos de manta al este de la bahía de Hudson. Estos son reemplazados hacia el oeste por turberas de meseta en el área de los grandes lagos y, finalmente, por turberas de kermi.